# بيرسي دبليو. غريفيثز
بيرسي دبليو. غريفيثز (بالإنجليزية: Percy W. Griffiths)‏ هو سياسي أمريكي، ولد في 30 مارس 1893 في الولايات المتحدة، وتوفي في 12 يونيو 1983 في نفس البلد. حزبياً، نشط في الحزب الجمهوري. وقد انتخب عمدة (1938 – 1939) وانتخب عضو مجلس النواب الأمريكي.